# Neutron termiczny
Neutrony termiczne – neutrony o energii kinetycznej porównywalnej z energią ruchu cieplnego w temperaturze zbliżonej do pokojowej T = 295 K, jest to energia równa
{\displaystyle \ E=k_{B}T}
gdzie:
{\displaystyle \ T} – temperatura neutronu,
{\displaystyle k_{B}} – stała Boltzmanna.
Temperaturę neutronu można powiązać z jego wektorem falowym, poprzez związek wektora falowego z pędem. Otrzyma się wówczas wzór:
{\displaystyle T={\frac {E}{k_{B}}}={\frac {\hbar ^{2}k^{2}}{2m_{N}k_{B}}}}
gdzie:
{\displaystyle \hbar } – (h kreślone) zredukowana stała Plancka,
{\displaystyle k} – długość wektora falowego neutronu,
{\displaystyle m_{N}} – masa neutronu.
Neutron termiczny w przybliżeniu ma energię 25 meV, prędkość 2,2 km/s, długość fali 1,8 Å i temperaturę 20 °C.
Najważniejszym zastosowaniem neutronów termicznych jest udział w reakcji rozszczepiania jąder uranu. Przekrój czynny na rozszczepienie izotopu uranu 235U ma strukturę rezonansową, a jego maksimum występuje dla energii neutronu 0,025 eV, gdzie wartość przekroju wynosi 577 b.
Neutrony emitowane po rozszczepieniu jąder uranu mają zbyt duże energie, by powodować reakcje łańcuchowe. Aby je spowolnić do około 0,025 eV (2,2 km/s) stosuje się tzw. moderator, czyli ośrodek materialny, przez który przechodzą neutrony i ulegają moderacji. Moderacja polega na dostosowaniu temperatury (ustaleniu równowagi termodynamicznej poprzez zderzenia elastyczne neutronów z jądrami moderatora) neutronów do temperatury moderatora. Moderatorem neutronów termicznych jest najczęściej woda destylowana będąca w obiegu zamkniętym, która schładzana jest na zewnątrz reaktora poprzez chłodnie kominowe.
Neutronów termicznych używa się głównie do badań ciała stałego. Badania te polegają na wykorzystaniu zjawiska dyfrakcji neutronów na sieci krystalicznej badanej substancji.
Długość fali neutronu termicznego porównywalna jest z odległościami międzyatomowymi w substancji. Dzięki temu, neutrony bardzo dobrze nadają się do badania struktur krystalicznych i, z racji tego, że neutron posiada moment magnetyczny, struktur magnetycznych.
Energia kinetyczna neutronu termicznego porównywalna jest z energiami elementarnych wzbudzeń sieci krystalicznej (fononów) i sieci magnetycznej (magnonów). Dzięki rozpraszaniu nieelastycznemu neutronów, można badać kreację i anihilację fononów i magnonów, przez co zyskuje się wiedzę o własnościach badanego materiału.

## Zobacz
- detekcja neutronów
- neutron zimny
- neutron
- neutrony epitermiczne
- neutrony prędkie